# Death Triangle
Il Death Triangle è stata una stable di wrestling attiva dal 2020 al 2024 nella All Elite Wrestling, composto da Pac, Penta El Zero Miedo e Rey Fénix.

## Storia
Nell'episodio del 4 marzo 2020 di Dynamite i tre si allearono attaccando Orange Cassidy, Chuck Taylor e Trent. Dopo poco, la stable venne messa da parte a causa dei problemi di Pac a viaggiare, scatutiti dalla pandemia di COVID-19. Durante questa assenza, Alex Abrahantes affiancò i Lucha Brothers come manager. Pac tornò l'11 novembre a Dynamite dopo otto mesi di assenza la settimana successiva, il Death Triangle si riformò quando Fénix e Penta hanno salvarono Pac da un attacco di Eddie Kingston, The Butcher e The Blade.
Nell'episodio del 23 febbraio 2022 di Dynamite, Pac lottò al fianco di Penta e i due sconfissero Malakai Black e Brody King. In questo periodo i tre non lottarono insieme a causa di un grave infortunio al braccio subito da Fénix e durante il BuyIn di Revolution, Pac e Penta collaborarono con Erick Readbeard in un triple threat tag team match contro la House of Black (King, Black e Buddy Matthews), che persero. Fénix rientrò dall'infortunio nell'episodio del 27 aprile di Dynamite travestito dal manager Alex Abrahantes, prima di attaccare la House of Black e riunirsi con i compagni. La faida con la stable capitanata da Malakai Black terminò con una sconfitta subita a Double or Nothing, grazie all'interferenza di Julia Hart.
Il Death Triangle, prese parte ad un torneo per l'assegnazione dell'AEW World Trios Championship, ma il 24 agosto a Dynamite furono eliminati al primo turno dallo United Empire. Successivamente a causa di una rissa scoppiata nel backstage, il 7 settembre i campioni dell'Elite furono privati delle cinture e lo stesso giorno il Death Triangle sconfisse Orange Cassidy, Chuck Taylor e Trent Beretta, laureandosi campioni trios.

## Nel wrestling

### Mosse finali
- Pac
  - Black Arrow (Corkscrew shooting star press)
  - Brutalizer (Crossface scissored armbar)

- Penta El Zero Miedo
  - Package piledriver
  - Cross arm breaker

- Rey Fénix

## Titoli e riconoscimenti
- All Elite Wrestling
  - AEW World Trios Championship (1)[13]